# Krosno Odrzańskie
Krosno Odrzańskie ([ˈkrɔsnɔ ɔˈʤaɲscɛ], Duits: Crossen an der Oder) is een stad in het Poolse woiwodschap Lubusz, gelegen in de powiat Krośnieński. De oppervlakte bedraagt 8,11 km², het inwonertal 12.244 (2005).

## Korte geschiedenis
- 1005: Bolesław I van Polen vestigt er een houten vesting, die de aanval van het leger van de keizer Hendrik II tegenhoudt.

- 1015: De zoon van Bolesław, Mieszko II, verslaat er de boheemse geallieerden van de keizer.

- 1159: De zonen van groothertog Władysław II herstelden de bannelingen in hun rechten in Silezië, en komt Krosno bij het hertogdom Wrocław.

- rond 1230: Hertog Hendrik I van Silezië geeft stadsrechten aan Krosno. Hij bouwt er vestingsmuren, een burcht, de parochiekerk dat opgedragen wordt aan de maagd Maria en een nieuwe brug over de Oder.

- 1238: Hendrik I de Baardige sterft in Krosno. Het lijk wordt daarna overgebracht naar Trzebnica.

- 1241: Tijdens de Mongoolse invasie vluchten de nonnen van Trzebnica, de heilige Hedwig en de hertogin Anna (vrouw van Hendrik de Vrome) van Trzebnica en Legnica naar Krosno. In hetzelfde jaar sterft Hendrik II in de Slag bij Legnica, en komt Krosno bij het hertogdom Głogów onder zijn broer Koenraad I.

- rond 1290: Krosno wordt verpand aan de Brandenburgse Ascaniërs, die het rond 1314 uitwisselen tegen gebieden rond Sulechów met de Piasten van Głogów.

- 1476: de kinderloze hertog Hendrik XI van Głogów laat de stad Krosno en het land erom over aan zijn vrouw Barbara van Brandenburg.

- 1477: Strijd om Krosno tussen de vader van Barbara, de keurvorst Albrecht Achilles van Brandenburg en de hertog Johannes II van Sagan. Johannes belegert en verwoest de stad.

- 1481: Een enorme brand verwoest opnieuw de stad. Alle huizen en de Mariakerk gaan verloren.

- 1482: Verdrag van Kamenz. Men gaat ten slotte akkoord dat Barbara afstand doet van Głogów en Krosno, terwijl de keurvorst Albrecht het hertogdom Krosno met de steden Krosno, Sulechów, Bobrowice en Lubsko als onderpand overneemt, waarvoor hij jaarlijks 50.000 daalders aan Barbara moet betalen.

- 1538: Keizer Ferdinand I doet afstand van allen boheemse aanspraken op Krosno. Het hertogdom en de stad komen nu ten slotte bij Brandenburg, waarvan de keurvorst daardoor het recht op de titel „hertog van Silezië verwerft en dat de Silezische adelaar in hun wapenschild opneemt. (Volgens sommige hypothesen stamt de latere adelaar van Pruisen van deze adelaar af). Hoewel het historisch deel maakte van Silezië, wordt vanaf dan Krosno beschouwd als deel van het gebied van Neumark. Het hertogdom blijft ondertussen tot 1742 onder Boheemse soevereiniteit.

- 1631: de stad wordt door de Zweden belegerd, en in brand gestoken. Hierbij gaat alles (stad, brucht en Mariakerk) verloren.

- 1634-1642: de moeizaam herbouwde stad wordt meerdere keren geplunderd en vernietigd tijdens gevechten tussen de Zweden en de Brandenburgers.

- 1742: met de overgave van de Sileziërs aan de Pruisen eindigt de Boheemse soevereiniteit.

- 1807: Pruisische administratieve hervorming. Krosno verliest zijn rang als hoofdstad van het vorstendom en wordt een districtsstad in het district Kostrzyn.

- 1830-1880: Aarzelende en langzame opkomst van de industrie (hout- en vleesverwerkende industrie).

- na 1918: Een kleine metallurgie ontwikkelt zich in Krosno.

- 1939: Krosno telt 10.800 inwoners.

- lente 1945: Hevige strijd in en rond Krosno. 499 huizen (65% van de stad) gaan verloren.

- 1945: na het wapenstilstand worden de Duitse gebieden rechts van de Oder en van de Neisse (rivier) aan Polen toegewezen, de (Duitse) inwoners worden verdreven.

- 1946: Krosno heeft 2000 inwoners.

- vanaf 1955: langzame heropbouw van de stad

## Bezienswaardigheden
- De parochiekerk van de Maagd Maria (rond 1450 in gotische stijl, omgezet in barokke stijl rond 1705-1707) (evangelische kerk tot 1945, daarna katholiek).
- Ruïnes van de burcht (verwoest in 1945).
- St.-Andreaskerk (neogotisch, 19e eeuw).

## Verkeer en vervoer
- Station Krosno Odrzańskie

## Partnersteden
- Stad Schwarzheide (Duitsland)
- Gemeente Eemsmond (Nederland)
- Stad Bremervörde (Duitsland)

## Geboren in Krosno Odrzańskie
- Elisabeth Charlotte van de Palts (1597-1660), keurvorstin van Brandenburg
- Johann Friedrich Schönemann (1704-1782), Duits acteur
- Rudolf Pannwitz (1881-1969), Duits auteur
- Hans Egidi (1890-1976), voorzitter van de hoogste administratieve rechtbank van Duitsland
- Alfred Henschke alias Klabund (1890-1928), Duits auteur
- Tomasz Kuszczak (1982), Pools voetballer